# Arthur Rhodes
Pour les articles homonymes, voir Rhodes (homonymie).
Arthur Lee Rhodes (né le 24 octobre 1969 à Waco au Texas, États-Unis) est un lanceur de relève gaucher au baseball. Il évolue dans les Ligues majeures depuis 1991.
En 2010, Arthur Rhodes reçoit à l'âge de 40 ans sa toute première invitation au match des étoiles du baseball. L'année suivante, il est champion de la Série mondiale pour la première fois, avec les Cardinals de Saint-Louis.

## Carrière
Arthur Rhodes est un choix de deuxième ronde des Orioles de Baltimore en 1988. Il débute dans les majeures avec cette équipe le 21 août 1991 comme lanceur partant des Orioles lors d'une visite au Texas, l'État natal de Rhodes, pour y affronter les Rangers. Baltimore l'emporte mais Rhodes n'est pas impliqué dans les décisions. Il effectue un total de huit départs pour les Orioles en 1991, encaissant trois revers.
C'est en 1992 qu'il mérite sa première victoire dans les grandes ligues, le 9 juillet contre les Twins du Minnesota. Le gaucher effectue 15 départs pour les Orioles cette année-là et présente une fiche gagnante de 7 victoires et 5 défaites.
Arthur Rhodes est utilisé exclusivement comme lanceur partant jusqu'en 1994, après quoi il sera de plus en plus employé comme releveur, rôle dont il fera sa spécialité au point de ne plus jamais amorcer un match au monticule après 1996.
Comme releveur, Rhodes présente une fiche de 9-1 avec 62 retraits sur des prises en 53 manches lancées avec les Orioles en 1996.
En 1997, il gagne 10 victoires, n'encaissant que trois défaites. Il abaisse sa moyenne de points mérités à 3,02 et enregistre 103 retraits sur des prises en 95 manches et un tiers.
Rhodes évolue pour Baltimore jusqu'en 1999, après quoi il signe comme agent libre avec les Mariners de Seattle. C'est là qu'il connaît plusieurs de ses meilleures saisons, en particulier en 2001 alors qu'il remporte huit décisions sur huit et affiche une brillante moyenne de 1,72 points mérités par partie. Il totalise une fois de plus davantage de retraits sur trois prises (83) que de manches lancées (68).
En 2002, il montre un dossier de 10-4 pour Seattle avec une moyenne de points mérités de 2,33.
Quittant Seattle au terme de la saison 2003, Arthur Rhodes joue pour les Athletics d'Oakland (2004), les Indians de Cleveland (2005) et les Phillies de Philadelphie (2006), avant de déclarer forfait pour la saison 2007 après une opération de type Tommy John. Durant son passage à Oakland, le manager Ken Macha lui confie le rôle de stoppeur. L'expérience n'est pas couronnée de succès, mais Rhodes réussit neuf sauvetages, son plus haut total en une année. Après la saison, les A's transfèrent Rhodes et un autre lanceur, Mark Redman, aux Pirates de Pittsburgh pour obtenir Jason Kendall. Rhodes ne s'aligne pas avec les Pirates, passant quelques semaines plus tard aux Indians en retour du voltigeur Matt Lawton.
À son retour au printemps 2008, après son opération au coude, Rhodes signe un contrat des ligues mineures avec son ancien club, les Mariners, pour qui il s'aligne éventuellement en cours d'année. Il est cependant échangé aux Marlins de la Floride contre Gaby Hernandez à la date limite des transactions le 31 juillet. Au total, il fait bien en 2008, avec quatre victoires contre une défaite et une excellente moyenne de 2,04 en 35 manches et un tiers lancées.
Devenu de nouveau joueur autonome après la saison 2008, Rhodes rejoint les Reds de Cincinnati. En 2009, il œuvre 53 manches et un tiers au monticule, et présente une moyenne de 2,53.
En 2010, il égale un record des majeures pour un lanceur avec 33 parties consécutives sans accorder un seul point à l'adversaire. La séquence, amorcée dès les premiers jours de la saison, le 10 avril, prend fin le 29 juin par un double productif de Raul Ibanez, des Phillies de Philadelphie, en 10e manche d'un match perdu par les Reds à Cincinnati.
À l'âge de 40 ans et à sa 19e saison dans les majeures, Arthur Rhodes est pour la toute première fois invité au match des étoiles,. Il représente la formation toute étoile de la Ligue nationale de baseball le 13 juillet à Anaheim.
Il lance 55 manches en 69 sorties pour les Reds en 2010, aidant son équipe à remporter un premier titre de division en quinze ans. Durant l'année, il affiche une moyenne de points mérités de 2,29 avec 50 retraits au bâton. En Série de division, il ne lance qu'un tiers de manche contre Philadelphie, retirant sur trois prises un frappeur adverse. Il devient joueur autonome en novembre.
Le 3 janvier 2011, Arthur Rhodes rejoint les Rangers du Texas. Ceux-ci lui offrent 3,9 millions de dollars pour la saison 2011, en plus d'une option à quatre millions de dollars pour la saison de baseball 2012. Il est libéré de son contrat et devient agent libre le 10 août 2011. En 32 parties avec les Rangers, il a trois victoires, trois défaites, un sauvetage et une moyenne de points mérités de 4,81.
Le 11 août 2011, Rhodes rejoint les Cardinals de Saint-Louis, qui se qualifient en fin d'année pour les séries éliminatoires. Rhodes traverse les deux premières rondes menant à la Série mondiale sans accorder de point ni de coup sûr à ses adversaires, les Phillies de Philadelphie et les Brewers de Milwaukee. Il a l'occasion de jouer pour la première fois en grande finale lorsque les Cardinals atteignent la Série mondiale 2011 contre les champions de la Ligue américaine, les Rangers du Texas. Rhodes célèbre son 42e anniversaire pendant cette série finale. Ayant débuté l'année avec Texas, Rhodes se retrouve dans une situation inusitée puisqu'il recevra une bague de champion de la Série mondiale peu importe l'issue de la série : soit comme champion avec les Cardinals, soit pour avoir contribué, même temporairement, au parcours d'un club (les Rangers) vers le championnat. Il est le septième joueur de baseball à se retrouver dans cette situation et, du nombre, seul Lonnie Smith en 1985 et Bengie Molina en 2010 ont joué en finale contre l'équipe pour laquelle ils évoluaient à l'amorce de la même saison.

## Vie personnelle
À chaque nouvelle entrée dans un match, Rhodes trace dans la terre battue du monticule du lanceur les lettres "JR", en mémoire de son fils Jordan, décédé à l'âge de cinq ans en décembre 2008.